# Липа (Мирен-Костањевица)
Липа (словен. Lipa, итал. Lippa di Comeno) је насељено место у општини Мирен–Костањевица, Горишка регија, Словенија.

## Историја
До територијалне реорганизације у Словенији била је у саставу старе општине Нова Горица.

## Становништво
У попису становништва из 2011. године, Липа је имала 94 становника.
| Број становника према пописима | Број становника према пописима | Број становника према пописима |
| ------------------------------ | ------------------------------ | ------------------------------ |
| 1991                           | 2002                           | 2011                           |
| 86                             | 92                             | 94                             |